# Ine Somers
Ine Somers (Willebroek, 13 juni 1971) is een Belgische politica voor Open Vld.

## Biografie
Somers is dochter van voormalig Oost-Vlaams Provincieraadslid en schepen van Sint-Niklaas Ludovic Somers. Ze doorliep haar secundair onderwijs in de Koninklijke Athenea van Sint-Niklaas en Gent. In 1995 studeerde ze aan de Vrije Universiteit Brussel (VUB) af als handelsingenieur.
Na haar studies ging ze van 1996 tot 1997 in Mechelen aan de slag als bediende voor interne audit, bedrijfsprocessen en leveranciers- en klantenboekhouding bij Electrabel Distributie Noord. Nadien was ze van 1997 tot 1998 bediende voor voorraadbeheer en prijscalculatie bij Roxell, een distributeur in landbouwvoertuigen in Maldegem, en van 1998 tot 1999 medewerker voor de voor- en nacalculatie van productieprocessen bij Siemens in Oostkamp. Vervolgens startte Somers een loopbaan als business consultant, van 2000 tot 2002 bij voedselproducent Alpro in Wevelgem en van 2002 tot 2016 bij verzorgingsproductenproducent Ontex in Zele. Van 2016 tot 2019 volgde Somers een opleiding tot leerkracht in het Centrum voor Volwassenenonderwijs in Gent. 
In oktober 2006 werd Somers voor de liberale VLD verkozen tot gemeenteraadslid van Sint-Niklaas en werd ze fractievoorzitter voor Open Vld in de oppositie. Bij de lokale verkiezing van 14 oktober 2012 werd ze als lijsttrekster voor de gemeenteraad opnieuw verkozen. Haar partij behaalde 7,2 procent van de stemmen, goed voor twee zetels. Na de gemeenteraadsverkiezingen van 2018 werd Open Vld opgenomen in de bestuursmeerderheid van Sint-Niklaas en werd Ine Somers schepen voor Economie, Evenementen, Toerisme en Digitalisering. Ze bleef dit ambt bekleden tot in december 2024. Bij de gemeenteraadsverkiezingen van oktober 2024 behaalden de liberalen geen enkele zetel meer in Sint-Niklaas en verdween Somers dus uit de gemeenteraad. 
Op 31 december 2008 volgde Ine Somers – als 2e opvolger op de kieslijst – Guido De Padt op in de Kamer van volksvertegenwoordigers toen deze laatste minister van Binnenlandse Zaken werd. Ze bleef de functie van Kamerlid uitoefenen tot in mei 2019 en werd lid van de commissie Volksgezondheid, verzoekschriften en ook van de bijzondere commissie spoorwegveiligheid. Bij de federale verkiezingen van mei 2019 stond ze als laatste opvolger op de Oost-Vlaamse Kamerlijst van Open Vld, een onverkiesbare plaats, aangezien ze de prioriteit gaf aan haar mandaat als schepen.

## Ereteken
- 2019: Ridder in de Leopoldsorde[8]